# Jozef Labuda
Jozef Labuda (ur. 13 grudnia 1941 w Bratysławie) – słowacki siatkarz reprezentujący Czechosłowację, wicemistrz olimpijski z Tokio (1964), mistrz świata (1966).

## Życiorys
Labuda rozpoczął swoją przygodę ze sportem od piłki nożnej, jednak ze względu na wzrost zaczął uprawiać koszykówkę i siatkówkę. Grał w zespole Slávii UK Bratislava. W 1964 roku został powołany do reprezentacji Czechosłowacji na igrzyska olimpijskie w Tokio. Uczestniczył w przygotowaniach kadry w Japonii już dwa tygodnie przed turniejem i był na ceremonii otwarcia igrzysk, jednak w nich nie wystąpił. Członkowie zespołu zauważyli u niego kolor białek oka. Zdiagnozowano żółtaczkę i cały okres igrzysk spędził w tokijskim szpitalu, oglądając występy swojej reprezentacji w telewizji. Reprezentacja Czechosłowacji po wygraniu ośmiu meczów i jednej porażce zajęła drugie miejsce. Labuda, pozostając członkiem zespołu, otrzymał medal tuż przed powrotem do ojczyzny w towarzystwie członków kadry.
W 1965 roku był w składzie reprezentacji, która wywalczyła brązowy medal podczas organizowanego w Polsce pucharu świata, gdzie został wybrany do drużyny turnieju. W następnym roku czechosłowaccy siatkarze triumfowali podczas rozgrywanych u siebie mistrzostw świata, a Jozef Labuda stał się jednym z dwóch w historii Słowaków (obok Bohumila Goliana), który został mistrzem świata w piłce siatkowej. W reprezentacji rozegrał łącznie 125 meczów.
Labuda był przez lata związany z ruchem olimpijskim na Słowacji. Był sekretarzem Słowackiego Towarzystwa Olimpijskiego – prekursora Słowackiego Komitetu Olimpijskiego i sekretarzem Słowackiego Związku Olimpijczyków.